# Французский абсолютизм
Францу́зский абсолюти́зм — абсолютная монархия, утвердившаяся во Франции в два последних столетия существования Старого порядка. Абсолютизм пришёл на смену периоду сословной монархии и был уничтожен Великой Французской революцией

## Общее описание ситуации
Попытка генеральных штатов в эпоху религиозных войн ограничить королевскую власть не удалась. Этому помешали стремление знати вернуться к феодальному раздроблению и желание городов восстановить свою былую независимость, тогда как генеральные штаты всё же могли быть только центральной властью.
С другой стороны, высшие сословия и горожане враждовали между собой. Народ тяготился своеволием дворян и междоусобиями и готов был поддерживать власть, которая спасала его от анархии. Генрих IV совсем не созывал генеральных штатов; после него они были собраны всего лишь один раз. Задачей своего правительства он поставил улучшение экономического благосостояния страны и государственных финансов. Ему помогал министр Сюлли, суровый и честный гугенот. Они заботились о поднятии земледелия и промышленности, об облегчении податной тяжести, о внесении большего порядка в финансовое управление, но не успели сделать что-либо существенное.
Во время малолетства Людовика XIII, в 1614 году, созваны были, для прекращения беспорядков в управлении, генеральные штаты. Третье сословие выступило с целой программой преобразований: оно хотело, чтобы государственные чины созывались в определённые сроки, чтобы привилегии духовенства и дворянства были отменены и налоги падали на всех более равномерно, чтобы правительство перестало покупать покорность вельмож денежными раздачами, чтобы были прекращены произвольные аресты и т. п. Высшее духовенство и дворянство были крайне недовольны такими заявлениями и протестовали против слов оратора третьего сословия, сравнившего три сословия с тремя сыновьями одного отца. Привилегированные же говорили, что не хотят признавать своими братьями людей, которые могут быть названы скорее их слугами. Не сделав ничего, штаты были распущены и после этого не созывались в течение 175 лет.

## Ришельё
На этом же собрании выдвинулся, в качестве депутата от духовного сословия, епископ люсонский (впоследствии кардинал) Ришельё. Через несколько лет он стал главным советником и всесильным министром Людовика XIII, и в течение почти двадцати лет управлял Францией, с неограниченной властью.
Ришельё окончательно утвердил систему абсолютизма во французской монархии. Целью всех его помышлений и стремлений были сила и могущество государства; этой цели он готов был приносить в жертву все остальное. Он не допускал вмешательства Римской курии во внутренние дела Франции и ради интересов французской монархии принял участие в тридцатилетней войне (максимально долго оттягивая вступление Франции в неё, до тех пор, пока не были преодолены внутренние проблемы государства), в которой стоял на стороне протестантов.

### Внутренняя политикаРишельё
Внутренняя политика Ришельё также не имела вероисповедного характера. Его борьба с протестантами окончилась «Миром милости», сохранившим свободу вероисповедания для гугенотов, но лишившим их всех крепостей и гарнизонов, и фактически уничтожив гугенотское «государство в государстве». По происхождению Ришельё был дворянином, но его заветной мечтой было заставить дворян служить государству за те привилегии и земли, которыми они владели. Дворянство Ришельё считал основной опорой государства, что указано в его «Политическом завещании», но требовал от него обязательной военной службы государству, иначе же предлагал лишать их дворянских привилегий.
Чтобы следить за действиями вельмож-губернаторов, привыкших смотреть на себя, как на своего рода наследников феодальных герцогов и графов, Ришельё посылал в провинции особых королевских комиссаров. На эти должности Ришельё выбирал людей из мелкого дворянства или горожан. А из должности комиссара медленно, но верно возникла постоянная должность интендантов.
Укреплённые замки дворянства в провинциях были срыты, а дуэли, сильно распространившиеся среди дворян, запрещены под страхом смертной казни. Такие меры располагали народ в пользу кардинала Ришельё, но дворяне его ненавидели, вели против него придворные интриги, составляли заговоры, даже оказывали сопротивление с оружием в руках. Несколько герцогов и графов сложили голову на плахе. Ришельё, однако, не отнимал у дворянства той власти, которую оно имело над народом: привилегии дворянства по отношению к третьему сословию и его права над крестьянами остались неприкосновенными.

### Религиозная политика Ришельё
Не мог помириться Ришельё и с гугенотской организацией, представлявшей собой государство в государстве. Французские протестанты на своих окружных собраниях и на национальном синоде реформатской церкви нередко принимали чисто политические решения, вступали даже в переговоры с иностранными правительствами, имели свою казну, распоряжались многими крепостями и не всегда оказывались покорными правительству.
Ришельё в самом начале своего правления решился всё это отменить. Последовала война с гугенотами, в которой они получили помощь со стороны английского короля Карла I. После неимоверных усилий Ришельё взял их главную крепость, Ла-Рошель, а затем победил их и на других пунктах. Он оставил за ними все их религиозные права, отняв только крепости и право политических собраний (1629 год).
Строя государство нового времени на развалинах старого средневекового здания сословной монархии, Ришельё заботился больше всего о сосредоточении всего управления в столице. Он учредил вполне зависимый от правительства государственный совет для решения всех важнейших дел. В некоторых провинциях он уничтожил местные штаты, состоявшие из представителей духовенства, дворянства и горожан, и везде, при помощи интендантов, вводил строгое подчинение провинций центру. Старые законы и обычаи его нисколько не стесняли; вообще, он пользовался своей властью с откровенным произволом. Суды утратили при нём независимость; он часто извлекал разные дела из их ведения, для рассмотрения в чрезвычайных комиссиях или даже личного своего решения.
Ришельё хотел подчинить государству даже литературу и создал Французскую академию, которая должна была направлять поэзию и критику по желательной для правительства дороге.

### Фронда
Людовик XIII лишь несколькими месяцами пережил своего министра, и престол перешёл к его сыну, Людовику XIV (1643—1715 годы), во время малолетства которого управляли мать его, Анна Австрийская, и кардинал Мазарини, продолжатель политики Ришельё. Это время было ознаменовано смутами, совпавшими с первой английской революцией, но не имевшими её серьёзного характера; они даже получили название фронды от имени одной детской игры.
В этом движении участвовали парижский парламент, высшая знать и народ, но между ними не только не было единодушия — они враждовали друг с другом и переходили с одной стороны на другую. Парижский парламент, бывший в сущности лишь высшим судом и состоявший из наследственных чинов (вследствие продажности должностей), выставил несколько общих требований касательно независимости суда и личной неприкосновенности подданных и желал присвоить себе право утверждения новых налогов, то есть получить права государственных чинов. Кардинал Мазарини приказал арестовать наиболее видных членов парламента; население Парижа построило баррикады и начало восстание. В эту междоусобную войну вмешались принцы крови и представители высшей знати, желавшие удалить Мазарини и захватить власть или, по крайней мере, вынудить у правительства денежные раздачи. Глава фронды, принц  Конде, разбитый королевским войском под начальством Тюренна, бежал в Испанию и продолжал вести войну в союзе с последней.

## Людовик XIV
Дело кончилось победой кардинала Мазарини, но молодой король вынес из этой борьбы крайне печальные воспоминания. После смерти кардинала Мазарини (1661 год) Людовик XIV лично стал править государством. Смуты фронды и английская революция внушили ему ненависть ко всякому проявлению общественной самодеятельности, и он всю жизнь стремился к всё большему и большему укреплению королевской власти. Ему приписывают слова: «Государство — это я», и на деле он действовал вполне сообразно с этим изречением.
Духовенство во Франции ещё со времени конкордата 1516 года было в полной зависимости от короля, а дворянство было усмирено усилиями кардиналов Ришельё и Мазарини. При Людовике XIV феодальная аристократия вполне превратилась в придворную знать. Король оставил за дворянством все его тягостные для народа права и привилегии, но совершенно подчинил его своей власти, привлекши его к придворной жизни хорошо оплачиваемыми должностями, денежными подарками и пенсиями, внешним почётом, роскошью обстановки, весельем светского времяпрепровождения.
Не любя Париж, с которым были связаны тяжёлые воспоминания детства, Людовик XIV создал себе недалеко от него особую резиденцию, чисто придворный город — Версаль, построил в нём громаднейший дворец, завёл сады и парки, искусственные водоёмы и фонтаны. В Версале шла шумная и весёлая жизнь, тон которой задавали королевские фаворитки Луизе де Лавальер и Монтеспан. Только в старости короля, когда на него больше всего оказывала влияние госпожа Ментенон, Версаль стал превращаться в подобие монастыря. Версальскому двору стали подражать в других столицах; французский язык, французские моды, французские манеры распространились в высшем обществе всей Европы.
В царствование Людовика XIV стала господствовать в Европе и французская литература, также принявшая чисто придворный характер. И раньше во Франции существовали среди аристократии покровители писателей и художников, но с середины XVII века главным, и даже почти единственным, меценатом стал сам король. В первые годы своего правления Людовик XIV назначил государственные пенсии очень многим французским и даже некоторым иностранным писателям и основал новые академии («надписей и медалей», живописи, скульптуры, наук), но требовал при этом, чтобы писатели и художники прославляли его царствование и не отступали от принятых мнений.

### Министры Людовика XIV
Царствование Людовика XIV было богато на замечательных государственных людей и полководцев.
В первой его половине особенно важное значение имела деятельность Кольбера, генерального контролёра, то есть министра финансов. Кольбер поставил своей задачей поднять народное благосостояние, но, в противность Сюлли, полагавшему, что Франция должна быть прежде всего страной земледелия и скотоводства, Кольбер был сторонником обрабатывающей промышленности и торговли. Никто до Кольбера не приводил меркантилизма в такую строгую, последовательную систему, какая господствовала при нём во Франции. Обрабатывающая промышленность пользовалась всякого рода поощрениями. Вследствие высоких пошлин, товары из-за границы почти перестали проникать во Францию. Кольбер основывал казённые фабрики, выписывал из-за границы разного рода мастеров, выдавал предпринимателям казённые субсидии или ссуды, строил дороги и каналы, поощрял торговые компании и частную предприимчивость в колониях, трудился над созданием коммерческого и военного флота. В управление финансами он старался ввести больше порядка и первый начал составлять на каждый год правильный бюджет. Им предпринято было кое-что и для облегчения народа от податных тягостей, но главное внимание он обратил на развитие косвенных налогов, для увеличения средств казны. Людовик XIV, однако, не особенно любил Кольбера за его экономию.
Гораздо большим его сочувствием пользовался военный министр Лувуа, тративший средства, которые собирал Кольбер. Лувуа увеличил французскую армию почти до полумиллиона, она была лучшей в Европе по вооружению, обмундированию и обучению. Он же завёл казармы и провиантские магазины и положил начало специально-военному образованию.
Во главе армии стояло несколько первоклассных полководцев (Конде, Тюренн и другие). Маршал Вобан, замечательный инженер, построил на границах Франции ряд прекрасных крепостей. В области дипломатии особенно отличался Гюг де Лионн.

### Внутренняя политика Людовика XIV
Внешний блеск царствования Людовика XIV страшно истощил силы населения, которое временами очень бедствовало, особенно во вторую половину царствования, когда Людовика XIV окружали в основном бездарности или посредственности. Король хотел, чтобы все министры были простыми его приказчиками, и отдавал предпочтение льстецам перед сколько-нибудь независимыми советниками. Кольбер впал у него в немилость, как и Вобан, осмелившийся заговорить о бедственном положении народа. Сосредоточивая управление всеми делами в своих руках или в руках министров, Людовик XIV окончательно утвердил во Франции систему бюрократической централизации. Идя по стопам Ришельё и Мазарини, он уничтожил в некоторых областях провинциальные штаты и отменил остатки самоуправления в городах; все местные дела решались теперь в столице или же королевскими чиновниками, действовавшими по инструкциям и под контролем правительства. Провинции управлялись интендантами, которых в XVIII веке часто сравнивали с персидскими сатрапами или турецкими пашами. Интендант занимался всем и вмешивался во все: в его ведении находились полиция и суд, набор войска и взимание налогов, земледелие и промышленность с торговлей, учебные заведения и религиозные дела гугенотов и евреев. В управлении страной все подводилось под одну мерку, но лишь настолько, насколько это нужно было для усиления центрального правительства; во всем остальном в провинциальном быту царствовало унаследованное от эпохи феодального раздробления чисто хаотическое разнообразие устарелых законов и привилегий, нередко стеснявших развитие народной жизни.
Обращено было внимание и на благоустройство. Полиция получила обширные права. Её ведению подлежали книжная цензура, наблюдение за протестантами и т. п.; во многих случаях она заступала место правильного суда. В это время появились во Франции так называемые lettres de cachet — бланковые приказы о заключении в тюрьму, за королевской подписью и с пробелом для вписания того или другого имени.
Стесняя права церкви по отношению к королевской власти и расширяя их по отношению к нации, Людовик XIV поссорился с папой (Иннокентием XI) из-за назначения на епископские должности и собрал в Париже национальный собор (1682), на котором Боссюэт провёл четыре положения о вольностях галликанской церкви (папа не имеет власти в светских делах; вселенский собор выше папы; у французской церкви есть свои законы; папские постановления в делах веры получают силу лишь с одобрения церкви). Галликанство ставило французское духовенство в довольно независимое положение по отношению к папе, но зато усиливало власть над духовенством самого короля.
Вообще, Людовик XIV был правоверным католиком, дружил с иезуитами и хотел, чтобы все его подданные были католиками, отступая в этом отношении от веротерпимости Ришельё. Среди самих католиков было много недовольных безнравственными учениями иезуитизма; образовалась даже враждебная им партия янсенистов, до некоторой степени усвоившая взгляд протестантов на значение благодати Божией. Людовик XIV поднял на это направление настоящее гонение, действуя на этот раз в полном единомыслии с папством. Особенно проявил он свою религиозную исключительность в отношении к протестантам. С самого начала царствования он их стеснял разными способами, чем заставил почти всю гугенотскую аристократию вернуться в лоно католической церкви. В 1685 году он совсем отменил Нантский эдикт. Для насильственного обращения гугенотов были пущены в ход военные постои в их жилищах (драгонады), а когда гонимые за веру стали эмигрировать, их ловили и вешали.
В Севеннах произошло восстание, но его скоро подавили жесточайшим образом. Многим гугенотам удалось спастись бегством в Голландию, Швейцарию, Германию и североамериканские колонии, куда они принесли с собой свои капиталы и своё искусство в ремёслах и промышленности, так что отмена нантского эдикта и в материальном отношении была невыгодна для Франции. Гугенотские эмигранты, нашедшие приют в Голландии, стали писать и издавать сочинения, в которых нападали на всю систему Людовика XIV.

### Войны Людовика XIV
Во внешней политике Франции при Людовике XIV продолжала играть роль, созданную ей Ришельё и Мазарини. Ослабление обеих габсбургских держав — Австрии и Испании — после тридцатилетней войны открывало для Людовика возможность расширить границы своего государства, страдавшего, после только что сделанных приобретений, чересполосицей.
Пиренейский мир был скреплён браком молодого французского короля с дочерью короля испанского Филиппа IV, что впоследствии дало Людовику XIV повод предъявить притязания на испанские владения, как на наследство своей жены. Его дипломатия ревностно работала над тем, чтобы во всех отношениях утвердить первенство Франции. Людовик XIV совсем не церемонился с мелкими государствами, когда имел основание быть ими недовольным. В пятидесятых годах XVII века, когда Англией правил Кромвель, Франции ещё приходилось считаться с её выдающимся международным положением, но в 1660 году произошла реставрация Стюартов, а в них Людовик XIV нашёл людей, которые готовы были за денежные субсидии вполне следовать его планам.
Притязания Людовика XIV, грозившие политическому равновесию и независимости других народов, встречали постоянный отпор со стороны коалиций между государствами, не бывшими в состоянии поодиночке бороться с Францией. Главную роль во всех этих коалициях играла Голландия. Кольбер обнародовал тариф, облагавший ввоз голландских товаров во Францию весьма высокими пошлинами. На эту меру республика ответила исключением французских товаров со своих рынков. С другой стороны, около того же времени Людовик XIV задумал овладеть испанскими Нидерландами (Бельгией), а это грозило политическим интересам Голландии: ей выгоднее было жить в соседстве с провинцией далёкой и слабой Испании, чем в непосредственном соприкосновении с могущественной честолюбивой Францией.
Вскоре после первой войны, которую Голландии пришлось вести против Людовика XIV, штатгальтером республики стал энергичный Вильгельм III Оранский, которому преимущественно и были обязаны своим возникновением коалиции против Людовика XIV. Первая война Людовика XIV, известная под названием деволюционной, была вызвана его намерением завладеть Бельгией. Этому воспротивилась Голландия, заключившая против Франции тройственный союз с Англией и Швецией. Война была непродолжительна (1667—1668 годы) и окончилась ахенским миром; Людовик XIV вынужден был ограничиться присоединением нескольких пограничных крепостей со стороны Бельгии (Лилль и др.).
В следующие годы французской дипломатии удалось отвлечь Швецию от тройственного союза и совершенно перетянуть на свою сторону английского короля Карла II. Тогда Людовик XIV начал вторую свою войну (1672—1679 годы), совершив вторжение в Голландию с большой армией и имея под своим начальством Тюренна и Конде. Французское войско искусно обогнуло голландские крепости и чуть не взяло Амстердам. Голландцы прорвали плотины и затопили низменные части страны; их корабли нанесли поражение соединённому англо-французскому флоту.
На помощь к Голландии поспешил курфюрст бранденбургский Фридрих-Вильгельм, опасаясь за свои прирейнские владения и за судьбу протестантизма в Германии. Фридрих-Вильгельм склонил к войне с Францией и императора Леопольда I; позже к противникам Людовика XIV присоединились Испания и вся империя.
Главным театром войны сделались области по среднему течению Рейна, где французы варварски опустошили Пфальц. В скором времени Англия оставила своего союзника: парламент принудил короля и министерство прекратить войну. Людовик XIV побудил шведов напасть из Померании на Бранденбург, но они были разбиты при Фербеллине. Война окончилась нимвегенским миром (1679 год). Голландии были возвращены все сделанные французами завоевания; Людовик XIV получил вознаграждение от Испании, отдавшей ему Франш-Конте и несколько пограничных городов в Бельгии.
Король был теперь на верху могущества и славы. Пользуясь полным разложением Германии, он самовластно стал присоединять к французской территории пограничные местности, которые на разных основаниях признавал своими. Были даже учреждены особые присоединительные палаты (chambres des réunions) для исследования вопроса о правах Франции на те или другие местности, принадлежавшие Германии или Испании (Люксембург). Между прочим, среди глубокого мира Людовик ΧΙV произвольно занял имперский город Страсбург и присоединил его к своим владениям (1681 год).
Безнаказанности таких захватов как нельзя более благоприятствовало тогдашнее положение империи. Бессилие Испании и Австрии перед Людовиком XIV выразилось далее в формальном договоре, заключённом ими с Францией в Регенсбурге (1684): он устанавливал перемирие на двадцать лет и признавал за Францией все сделанные ею захваты, лишь бы не производилось новых.
В 1686 году Вильгельму Оранскому удалось заключить против Людовика XIV тайный оборонительный союз («аугсбургская лига»), охвативший почти всю Западную Европу. В этой коалиции приняли участие император, Испания, Швеция, Голландия, Савойя, некоторые немецкие курфюрсты и итальянские государи. Даже папа Иннокентий XI благоприятствовал видам союза. Недоставало в нём одной Англии, но вторая английская революция (1689), окончившаяся возведением на престол Вильгельма Оранского, отторгла и это государство от союза с Францией. Между тем, Людовик XIV под разными предлогами сделал новое нападение на прирейнские земли и овладел почти всей страной от Базеля до Голландии. Это было началом третьей войны, продолжавшейся десять лет (1688—1697) и страшно истощившей обе стороны. Окончилась она в 1697 году рисвикским миром, по которому Франция удержала за собой Страсбург и некоторые другие «присоединения».
Четвёртая, и последняя, война Людовика XIV (1700—14) носит название войны за испанское наследство. Со смертью короля испанского Карла II должна была пресечься испанская линия Габсбургов. Отсюда возникли планы дележа испанских владений между разными претендентами, о чём Людовик XIV вёл переговоры с Англией и Голландией. В конце концов он предпочёл, однако, овладеть всей испанской монархией и с этой целью добился от Карла II завещания, провозглашавшего наследником испанского престола одного из внуков Людовика XIV, Филиппа Анжуйского, под условием, чтобы никогда французская и испанская короны не соединялись в одном и том же лице.
На испанский престол явился и другой претендент, в лице эрцгерцога Карла, второго сына императора Леопольда I. Едва умер Карл II (1700 год), Людовик XIV двинул свои войска в Испанию, для поддержания прав своего внука, Филиппа V, но встретил отпор со стороны новой европейской коалиции, состоявшей из Англии, Голландии, Австрии, Бранденбурга и большинства германских князей. На стороне Людовика XIV находились сначала Савойя и Португалия, но вскоре и они перешли в лагерь его врагов; в Германии его союзниками были лишь курфюрст баварский, которому Людовик XIV обещал испанские Нидерланды и Пфальц, да архиепископ кёльнский.
Война за испанское наследство велась с переменным успехом; главным её театром были Нидерланды, с прилегающими частями Франции и Германии. В Италии и Испании перевес брала то одна, то другая сторона; в Германии и Нидерландах французы терпели одно поражение за другим, и к концу войны положение Людовика XIV сделалось крайне стеснительным. Страна была разорена, народ голодал, казна была пуста; однажды отряд неприятельской конницы появился даже в виду Версаля. Престарелый король стал просить мира. В 1713 году Франция и Англия заключили между собой мир в Утрехте; Голландия, Пруссия, Савойя и Португалия скоро примкнули к этому договору. Карл VI и большая часть имперских князей, принимавших участие в войне, продолжали вести её ещё около года, но французы перешли в наступление и заставили императора в раштаттском договоре признать условия Утрехтского мира (1714). В следующем году Людовик XIV умер.

## Людовик XV
Три четверти XVIII века, протёкшие от смерти Людовика XIV до начала революции (1715—1789), были заняты двумя царствованиями: Людовика XV (1715—1774) и Людовика XVI (1774—1792). Это было временем развития французской просветительной литературы, но вместе с тем и эпохой потери Францией прежнего значения в делах международной политики и полного внутреннего разложения и упадка. Система Людовика XIV привела страну к совершённому разорению, под бременем тяжёлых налогов, громадного государственного долга и постоянных дефицитов. Реакционный католицизм, одержавший победу над протестантизмом после отмены нантского эдикта, и абсолютизм, убивавший все самостоятельные учреждения, но подчинившийся влиянию придворной знати, продолжали господствовать во Франции и в XVIII веке, то есть в то самое время, когда эта страна была главным очагом новых идей, а за её границами государи и министры действовали в духе просвещённого абсолютизма. И Людовик XV, и Людовик XVI были люди беспечные, не знавшие иной жизни, кроме придворной; они ничего не сделали для улучшения общего положения дел.
До середины XVIII века все французы, желавшие преобразований и ясно понимавшие их необходимость, возлагали свои надежды на королевскую власть, как на единственную силу, которая была бы в состоянии произвести реформы; так думали и Вольтер, и физиократы. Когда, однако, общество увидело, что ожидания его были напрасны, оно стало относиться к этой власти отрицательно; распространились идеи политической свободы, выразителями которых были Монтескьё и Руссо. Это сделало задачу французского правительства ещё более трудной.
В начале царствования Людовика XV, который приходился Людовику XIV правнуком, за малолетством короля управлял герцог Орлеанский Филипп. Эпоха регентства (1715—1723) ознаменована легкомыслием и развращённостью представителей власти и высшего общества. В это время Франция пережила сильное экономическое потрясение, ещё более расстроившее дела, которые и без того были в печальном положении (см. Ло, Джон и крах Banque générale).
Когда Людовик XV пришёл в совершённый возраст, он сам мало интересовался и занимался делами. Он любил одни светские развлечения и с особенным вниманием относился только к придворным интригам, поручая дела министрам и руководствуюсь при их назначении и смещении капризами своих фавориток. Из последних своим влиянием на короля и своими безумными тратами особенно выдавалась маркиза Помпадур, вмешивавшаяся в высшую политику.
Внешняя политика Франции в это царствование не отличалась последовательностью и обнаруживала упадок французской дипломатии и военного искусства. Старая союзница Франции, Польша, была оставлена на произвол судьбы; в войне за польское наследство (1733—1738 годы) Людовик XV не оказал достаточной поддержки своему тестю Станиславу Лещинскому, а в 1772 году не воспротивился первому разделу Речи Посполитой.
В войне за австрийское наследство Франция действовала против Марии Терезии, но потом Людовик XV стал на её сторону и защищал её интересы в Семилетней войне.
Эти европейские войны сопровождались соперничеством Францией и Англии в колониях; англичане вытеснили французов из Ост-Индии и Северной Америки. В Европе Франция расширила свою территорию присоединением Лотарингии и Корсики.
Внутренняя политика Людовика XV ознаменована уничтожением во Франции ордена иезуитов, во время министерства Шуазеля. Конец царствования был наполнен борьбой с парламентами. Людовик XIV держал парламенты в полной покорности, но, начиная с регентства герцога Орлеанского, они стали опять действовать независимо и даже вступать в споры с правительством и критиковать его действия. В сущности эти учреждения были ярыми защитниками старины и врагами новых идей, доказав это сожжением многих литературных произведений XVIII века; но независимость и смелость парламентов по отношению к правительству делали их весьма популярными в нации. Только в начале семидесятых годов правительство в борьбе с парламентами пошло на самую крайнюю меру, но выбрало очень неудачный повод.
Один из провинциальных парламентов возбудил дело по обвинению в разных беззакониях местного губернатора (герцога д’Эгийона), бывшего пэром Франции и потому подсудного лишь парижскому парламенту. Обвиняемый пользовался расположением двора; король велел прекратить дело, но столичный парламент, сторону которого приняли и все провинциальные, объявил такое распоряжение противным законам, признав вместе с тем невозможным отправлять правосудие, если суды будут лишены свободы. Канцлер Мопу сослал непокорных судей и заменил парламенты новыми судами, получившими кличку «парламентов Мопу». Общественное раздражение было так сильно, что когда Людовик XV умер, его внук и преемник Людовик XVI поспешил восстановить старые парламенты.

## Людовик XVI
По природе человек благожелательный, новый король не прочь был посвятить свои силы служению родине, но совсем был лишён силы воли и привычки к труду. Вскоре по вступлении на престол он сделал министром финансов (генеральным контролёром) физиократа Тюрго, который принёс с собой на министерский пост широкие реформаторские планы в духе абсолютизма. Он не хотел ни малейшего умаления королевской власти и с этой точки зрения не одобрял восстановления парламентов, тем более, что с их стороны ожидал только помехи своему делу. В отличие от других деятелей эпохи абсолютизма, Тюрго был противником централизации и создал целый план сельского, городского и провинциального самоуправления, основанного на бессословном и выборном начале. Этим Тюрго хотел улучшить управление местными делами, заинтересовав в них общество, и вместе с тем содействовать развитию общественного духа.
Как представитель философии XVIII века, Тюрго был противником сословных привилегий и хотел отменить все феодальные права. Он задумал также уничтожить цехи и разные стеснения торговли (монополии, внутренние таможни). Он мечтал о возвращении равноправности протестантам и о развитии народного образования. Министр-реформатор вооружил против себя всех защитников старины, начиная с королевы Марии-Антуанетты и двора, которые были недовольны введёнными им изменениями, не считавшимися с многовековыми обычаями французского общества. Против министра поднялся народ и после двух неполных лет управления делами (1774—1776) Тюрго получил отставку, и то реформаторское немногое, что он успел сделать, было отменено.
После этого правительство Людовика XVI подчинилось направлению, господствовавшему в среде привилегированных классов, хотя необходимость в некоторых реформах сохранялась.
Новым министром стал Неккер, финансист. За четыре года своего первого министерства (1777—1781) он осуществил кое-какие намерения, соответствующие духу Тюрго, например, ввёл в двух областях провинциальное самоуправление, но без городского и сельского, притом с сословным характером и ограниченными правами (см. Провинциальные собрания). Неккер был удалён за то, что опубликовал государственный бюджет, не скрыв громадных расходов двора. В это время Франция ещё более ухудшила свои финансы вмешательством в войну североамериканских колоний за свободу от Англии.
С другой стороны, участие Франции в основании новой республики, только усилило стремление французов к политической свободе. При преемниках Неккера правительство снова возвращалось к мысли о финансовых и административных реформах и, желая иметь поддержку нации, дважды созывало собрание нотаблей, то есть представителей всех трёх сословий по королевскому выбору. Даже таким образом составленные собрания резко критиковали неумелое ведение дел министрами. Снова поднялись и парламенты, не желавшие никаких реформ, но протестовавшие против произвола правительства, располагая в свою пользу, с одной стороны, привилегированных, а с другой — и остальную нацию. Правительство вступило с ними в борьбу и снова решило заменить их новыми судами, но потом опять их восстановило. В это время (1787) в обществе заговорили о необходимости созыва генеральных штатов; вторично призванный к власти Неккер не хотел принять на себя заведование финансами иначе как под условием созыва сословного представительства. Людовик XVI вынужден был согласиться.
Собрание в 1789 году государственных чинов было началом великой французской революции, продолжавшейся десять лет и совершенно преобразовавшей социальный и политический строй Франции. 17 июня 1789 года старое сословное представительство Франции стало представительством общенародным: генеральные штаты превратились в национальное собрание, которое 9 июля объявило себя учредительным, 4 августа отменило все сословные и провинциальные привилегии и феодальные права, а затем выработало монархическую конституцию 1791 года. Франция, однако, недолго оставалась конституционной монархией; 21 сентября 1792 года была провозглашена республика, а через пять месяцев отстранённый от власти король был публично казнён на гильотине. Это была эпоха внутренних смут и внешних войн, создавших диктатуру революционного правительства, которое развернуло по всей стране массовые репрессии. Так называемая конституция III года (1795 год) продержалась недолго: она была низвергнута в 1799 году генералом Наполеоном Бонапартом, эпоха которого и открывает собой во Франции историю XIX века. В эпоху революции Франция завоевала Бельгию, левый берег Рейна и Савойю и начала республиканскую пропаганду в соседних странах. Революционные войны были лишь началом войн консульства и империи, наполняющих собой первые 15 лет XIX века.